# جون.کی
کیم مین-جون (کره‌ای: 김민준; هانجا: 金閔俊؛ متولد ۱۵ ژانویه ۱۹۸۸)، بیشتر با نام هنری خود جون. کی شناخته می‌شود. خواننده، ترانه‌سرا، تهیه‌کننده ضبط، رپر، رقصنده و بازیگر اهل کره جنوبی است. او خواننده اصلی توپی‌ام است.
سابقاً با نام کیم جون سو (کره‌ای: 김준수) شناخته می‌شد، او در ۱۷ اکتبر سال ۲۰۱۲ آشکار کرد که به دلایل خانوادگی نام خود را به مین جون تغییر خواهد داد اما نام هنری وی دست نخورده باقی خواهد.
جون. کی نویسنده و سازنده آهنگ‌های "My house" و "go crazy" و "Again with me" می‌باشد که این آهنگ‌ها جزء آهنگ‌های تایتل گروه 2pm هستند. او همچنین تعداد زیادی بی ساید ترک برای گروه 2pm نوشته و ساخته‌است.
در کنار فعالیت‌های گروهی اش، جون. کی ۳ تک آهنگ دیجیتال، ۲ مینی آلبوم و ۱ تک آهنگ دیجیتال در کره جنوبی و ۱ تک آهنگ دیجیتال و ۴ مینی آلبوم در ژاپن منتشر کرده‌است.
سه آلبوم ژاپنی اولیه او در جدول آلبوم‌های هفتگی Oricon در رتبه دوم قرار گرفتند. دومین آلبوم ژاپنی او با نام Love Letter در هر دو دسته "Top" و "Hot" جدول فروش آلبوم بیلبورد ژاپن رتبه اول را کسب کرد. سومین آلبوم ژاپنی او "No Shadow" در رتبه دوم "Top" و "Hot" جدول فروش آلبوم بیلبورد ژاپن قرار گرفت. چهارمین آلبوم ژاپنی او No Time در جدول فروش روزانه Oricon در رتبه سوم قرار گرفت.
اولین آلبوم کره ای او با نام ♡Mr. NO، در رتبه نهم جدول آلبوم‌های جهانی بیلبورد قرار گرفت.

## زندگی عاشقانه
او از‌ سال ۲۰۲۱ با بازیگر گو آرا قرار می‌گذارد.
کیم مینجون در دِگو، کره جنوبی متولد شد و در مؤسسه رسانه و هنر دونگ آه تحصیل کرد. او پیش از خوانندگی در مسابقات مختلف شعر و ترانه شرکت کرده و برنده شده بود. او برای مدرک کارشناسی ارشد خود در دانشکده اطلاعات رسانه ای دانشگاه کیونگهی تحصیل کرده‌است.
او ابتدا برای YG Entertainment تست داد و در آنجا با جی دراگون و ته یانگ از بیگ بنگ دوست شد. او در هر دو کمپانی YG Entertainment و JYP Entertainment پذیرفته شده بود اما در نهایت با JYP Entertainment قرارداد امضا کرد.

## حرفه

### ۲۰۰۸–۲۰۱۰: شروع فعالیت با گروه 2pm و فعالیت‌های فردی
جون. کی به عنوان خواننده وکال اصلی گروه 2pm در ۴ سپتامبر ۲۰۰۸ به‌طور رسمی آغاز به کار کرد.
در یک فن میتینگ گروه 2pm در سال ۲۰۰۹ آهنگ "hot" را که خودش برای اولین بار تنظیم کرده بود به عنوان آهنگ سولو خود اجرا کرد.
آهنگ "hot" بعدها توسط همه ۶ عضو ضبط شد و در دومین آلبوم استودیویی گروه (hands up (2011 قرار گرفت.
در سال ۲۰۱۰، او با آهنگساز Jung Woo on در قطعه "Tok Tok Tok" که در ماه آگوست منتشر شد، همکاری کرد.
خواننده مهمان برای آهنگ "B.U.B.U " (مخفف "Break Up Back Up از San.E که در آن زمان باهم هم کمپانی بودند شد در سپتامبر این آهنگ عنوان بخشی از اولین مجموعه آهنگ‌های او منتشر شد.
او با سایر ایدول‌ها و خوانندگان برای آهنگ کمپین اجلاس G-20 سئول "Let's go" در سال ۲۰۱۰، که در اکتبر منتشر شد، همکاری کرد.

### ۲۰۱۱–۲۰۱۳: شروع فعالیت فردی و اجرا در موزیکال‌ها
در ۷ اکتبر ۲۰۱۱، جون. کی اولین تک آهنگ خود "Alive" را منتشر کرد. موزیک ویدیوی آهنگ سه روز بعد در کانال رسمی یوتیوب 2PM آپلود شد. این آهنگ به سرعت در چارت‌ها صعود کرد و در Cyworld شماره یک شد. در ۱۴ مارس ۲۰۱۲، این آهنگ به عنوان آهنگ زنگ تلفن در Recochoku ژاپن قبل از آلبوم 2PM Best: 2008–2011 in Korea منتشر شد، آلبومی که می‌توان "alive" را در آن به عنوان یک آهنگ جایزه در نسخه محدود B یافت. "Alive" به سرعت در رتبه اول در چارت روزانه قرار گرفت. پس از این، JYP Entertainment بیان کرد که این آهنگ "دید عمیق‌تری به دنیای موسیقی منحصر به فرد جون. کی را نشان می‌دهد. این آهنگ ضرباهنگ روانی دارد که جذابیت جدیدی را برای خواننده آشکار می‌کند.
او همچنین "Love... Goodbye" را برای موسیقی متن سریال کره ای I Love Lee Tae-ri ضبط کرد.
او فعالیت بازیگری خود را در سال ۲۰۱۲ با بازی در تئاتر موزیکال The Three Musketeers آغاز کرد. جون. کی در نقش D'Artagnan بازی کرد. او به عنوان دانیل در موزیکال Jack the ripper در اوایل ۲۰۱۳ بازی کرد.
در دسامبر ۲۰۱۳، او دوباره در موزیکال The Three Musketeers برای اجرا در توکیو، ژاپن شرکت کرد.

### اکنون-۲۰۱۴: فعالیت‌های انفرادی
در مصاحبه ای با The Star در سال ۲۰۱۴، جون. کی فاش کرد که سردبیر Oricon گفته بود که آلبوم Love and Hate، آلبوم شماره یک منتشر شده در ژاپن در آن سال بود و او قدردانی خود را چنین ابراز کرد: «وقتی این را شنیدم حتی حس بهتری پیدا کردم. واقعاً از دسامبر سال گذشته بدون هیچ استراحتی سخت کار کرده‌ام. تمام تلاشم را کردم که آلبوم را آماده کنم، اما از همه کسانی که به من کمک کردند تا به این نتیجه خوب برسم و همه کسانی که به من تبریک گفتند واقعاً سپاسگزارم.»
تور کنسرت Love & hate او به دلیل داشتن یکی از تأثیرگذارترین اجراهای زنده در سال ۲۰۱۴ در بین ۱۰ تا از بهترین کنسرت‌های ژاپن توسط Ranking Box قرار گرفت و او را به تنها هنرمند کی پاپ در آن لیست تبدیل کرد. سردبیر Oricon بیان کرد: "آلبومی که من به شخصه امسال بیش از همه گوش دادم آلبوم سولوی جون. کی با نام "Love & Hate" است که در ماه می منتشر شد. او هنرمندی است که توانایی‌های برجسته ای به عنوان خواننده دارد ترانه‌سرا، لحن صدای چشمگیر، و استعداد موسیقایی. کنسرت زنده سولوی او نه تنها از نظر متن ترانه‌ها، بلکه از نظر انتقال احساس هم بسیار غنی بود.
در ۱۱ ژوئن ۲۰۱۴، جون. کی نسخه کره ای "No Love" را منتشر کرد. آهنگ دیگری از EP ژاپنی با عنوان "آقای دکتر" دو بار در سال‌های ۲۰۱۴ و ۲۰۱۵ در آلبوم میکس دی جی لید HOT 97 پخش شد.
دومین آلبوم ژاپنی جونکی Love Letter در ۲۵ نوامبر ۲۰۱۵ منتشر شد و به سرعت به رتبه یک در نمودارهای آلبوم روزانه Oricon و در نمودارهای بیلبورد ژاپن برای فروش برتر آلبوم رسید. در ۳۰ دسامبر ۲۰۱۵، نسخه کره ای Love Letter منتشر شد.